# Jules de Joly
Jules Jean-Baptiste de Joly est un architecte français, né à Montpellier le 22 novembre 1788 et mort le 1er février 1865 à son domicile au 73 rue de Grenelle, dans le 7e arrondissement de Paris.

## Biographie

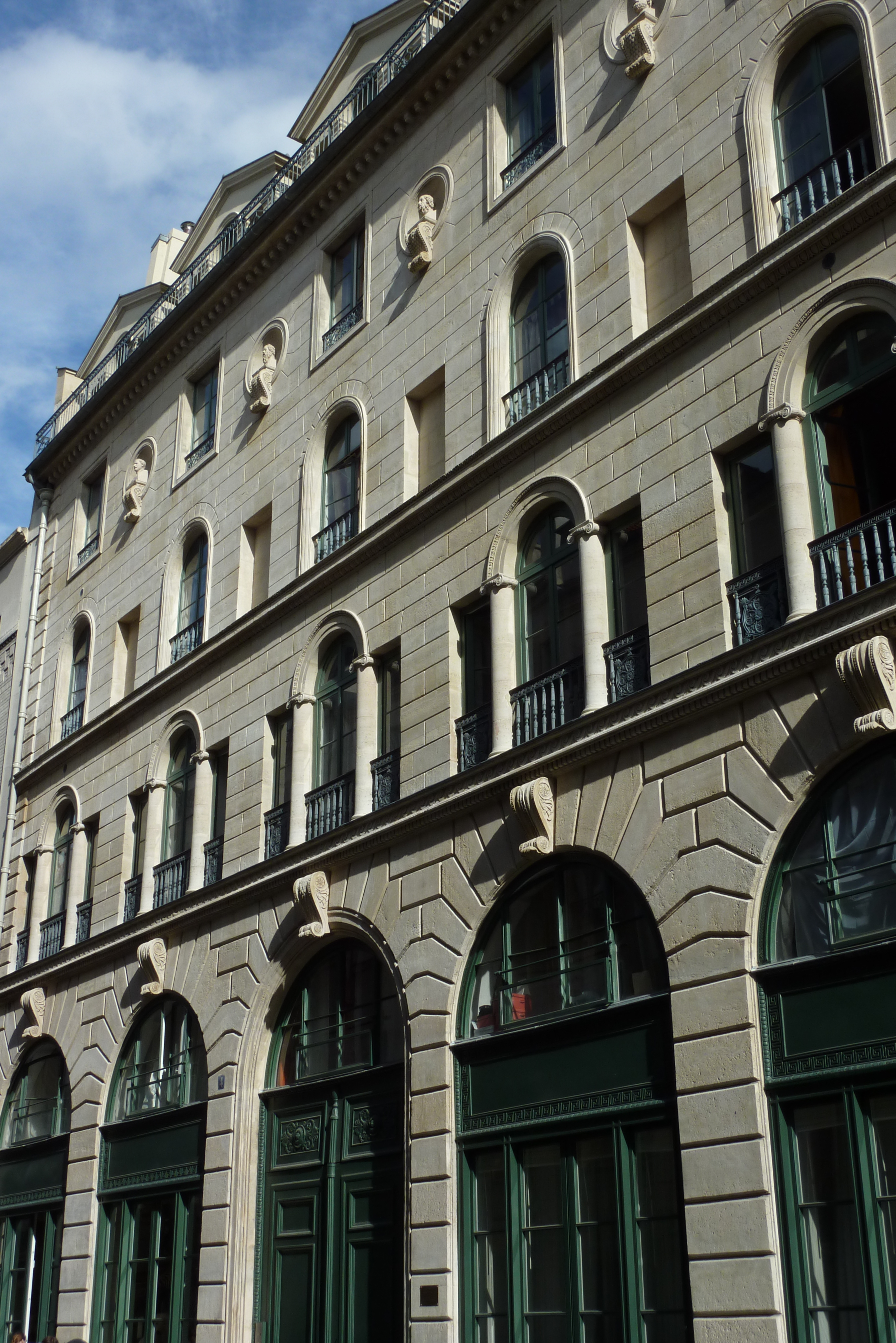
4 rue d'Aboukir à Paris.

En 1808 il entre à l'école des Beaux-Arts où il est l'élève de Delespine.
Il remporte le Prix départemental en 1815.
En 1815, il devient architecte de la Chambre des députés, probablement comme inspecteur. Il intervient comme architecte à partir de 1828 quand il refait la salle des séances, surépaissit le corps de logis côté cour et donne son aspect quasi-définitif au Palais Bourbon.
En 1826, il construit l'hôtel Bony, 32 rue de Trévise dans le 9e arrondissement pour le compte du spéculateur René Bony. À la même époque il construit l'immeuble du 4 rue d'Aboukir dans le 2e arrondissement.
En 1860, le duc de Morny, Président du Corps Législatif, lui fait créer au Palais-Bourbon la « galerie des Tapisseries ».
Il est inhumé au cimetière du Père-Lachaise (10e division).